# ACF Fiorentina
La Associacione Calcio Firenze Fiorentina, comúnmente llamada solo Fiorentina, es una agrupación deportiva con sede en Florencia, en la región de la Toscana, Italia. Fue fundada como un club de fútbol el 29 de agosto de 1926 bajo el nombre de Associazione Calcio Firenze. Desaparecido en 2002 por una fuerte crisis financiera, es refundado el mismo mes bajo el nombre de Fiorentina 1926 Florentia antes de adoptar su actual denominación en 2003. Su entidad jurídica es la de Sociedad deportiva por acciones (en italiano: Società per azioni, S. P. A.), circunstancia que se les exige a los clubes italianos para su regularidad.
Participa en la máxima categoría de la Lega Nazionale Professionisti Serie A, la homónima Serie A de Italia, de forma ininterrumpida desde la temporada 2004-05, siendo el quinto equipo italiano con más presencias en la competición con setenta y seis temporadas desde su instauración en 1929. A lo largo de su historia ha conquistado dos títulos de Liga (Scudetti) en las temporadas 1955-56 y 1968-69, y cinco subcampeonatos. Su palmarés nacional se completa con seis Copas de Italia y una Supercopa, siendo una de las instituciones futbolísticas más importantes y reconocidas en el país transalpino.
Regido por la Federación Italiana de Fútbol (FIGC) a nivel nacional, y por la Unión Europea de Asociaciones de Fútbol (UEFA) y la Federación Internacional de Fútbol Asociación (FIFA) —máximo organismo futbolístico— a escala internacional, la ACF Fiorentina fue el primer equipo italiano en vencer en una competición organizada por la UEFA tras la obtención de la primera edición de la Recopa de Europa en 1960-61, siendo además uno de los quince clubes de Europa que ha disputado al menos una vez la final de las tres principales competiciones organizadas por el máximo organismo europeo: la Copa de Europa en 1956-57, la Copa de la UEFA en 1989-90 y la ya mencionada Recopa de Europa, manteniéndose este como el único trofeo internacional logrado por el club, donde también resultó subcampeón en 1961-62. Además, fue subcampeón de la Liga Conferencia de la UEFA en 2022-23 y 2023-24.
Identificado por su color púrpura —del que recibe el apelativo de «viola»— disputa sus encuentros como local desde 1931 en el Estadio Artemio Franchi —denominado en su fundación como Stadio Giovanni Berta—, el cual cuenta con una capacidad aproximada de 47 300 espectadores, el sexto de mayor capacidad de Italia. El recinto es considerado como una de las obras arquitectónicas más influyentes del racionalismo italiano y de la ciudad, a su vez considerada como una de las grandes cunas del arte.

## Historia

### Antecedentes y primeros años

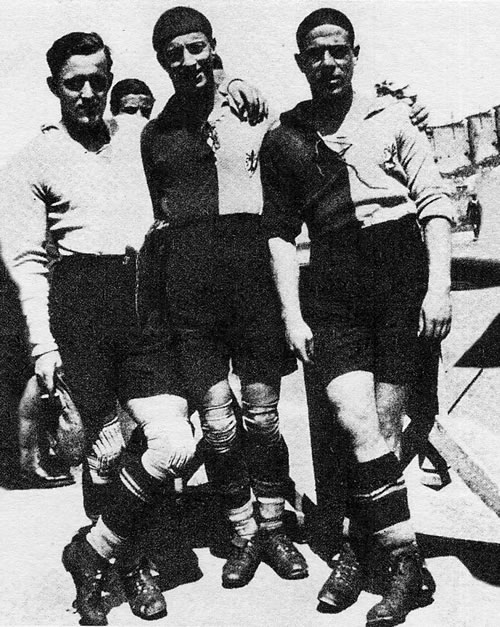
Jugadores del equipo en 1926.

Pese a que la fecha oficial de la fundación del club date del 26 de agosto de 1926, los orígenes de la Associazione Calcio Firenze se remontan años atrás. Es el 26 de mayo de 1898 cuando nacen estas raíces con la fundación del Florence Football Club, una asociación reservada únicamente a aristócratas y en su mayoría descendientes anglosajones residentes de la ciudad. El club, constituido bajo las normas inglesas del fútbol asociación actual, fue el primero en la ciudad en ser fundado bajo estas directrices a diferencia de las del calcio florentino, presente ya en sus calles desde hacía siglos. A lo largo de los años sucesivos se crearon y disolvieron multitud de asociaciones deportivas sin que ninguna de ellas lograse consolidarse en el ámbito nacional, caso también del Florence F. C. o «equipo de los extranjeros» —sobrenombre por el que era conocido—, quien sin embargo permaneció en esencia al pasar sus integrantes a formar parte de otros dos clubes deportivos: el Palestra Ginnastica Libertas, fundado en 1912, y el Club Sportivo Firenze, existente desde 1870.
Finalmente estos dos clubes se fusionaron para fundar la Associazione Calcio Firenze el 26 de agosto de 1926 con el objetivo de instalarse en la élite del fútbol del país. El club, presidido por el marqués Luigi Ridolfi Vay da Verrazzano durante sus primera quince temporadas, vestía una camisa formada por los colores de sus dos clubes predecesores, mitad roja y mitad blanca.
Antes de adoptar oficialmente dichos colores como uniforme, el equipo vistió una camisa de tono rojo oscuro de manera provisional con la que disputó sus primeros partidos. El primer encuentro de la sociedad tuvo lugar el 20 de septiembre frente a la Società Sportiva Signa. El encuentro, jugado en el Stadio Velodromo Libertas, finalizó con un resultado de 1-2 favorable al equipo visitante. Apenas una semana después, el día 29, disputó otro encuentro amistoso frente a otra sociedad, empatando a dos goles contra la Associazione Calcio Sampierdarenese.
Tras haber disputado únicamente dos encuentros frente a otros clubes en poco más de un mes desde su fundación, comenzó a disputar la Primera División de Italia 1926-27, segunda categoría de Italia. El 3 de octubre el club, que para entonces había cambiado su denominación a la de Associazione Calcio Fiorentina y en la que adoptó oficialmente la camisa cuartelada rojiblanca, disputó su primer encuentro oficial frente a la vecina Pisa Sporting Club y que finalizó con victoria de los fiorentinos por 3-1, firmando Rodolfo Volk el primer gol de la historia de la entidad.
La A. C. Fiorentina, quien disputó el campeonato bajo el nombre de Associazione Fiorentina del Calcio pese a estar registrada con el nombre anterior, protagonizó el primer caso de amaño en Italia con el denominado Caso Savoia-Fiorentina. El suceso, en el que el club oplontino se ofreció a perder a cambio de favores económicos para evitar su quiebra a la vez que los toscanos necesitaban de esos puntos para acercarse al líder del campeonato —el Football Club Liberty de Bari— y lograr el ascenso a la División Nacional, fue descubierto días después y penalizado por la Federazione Italiana Giuoco Calcio - FIGC (Federación Italiana de Fútbol). Pese a que finalmente los fiorentinos no lograron el ascenso, una reestructuración del campeonato italiano y el perdón federativo tras admitir el amaño, fue promocionado finalmente junto con otros cinco equipos a la primera categoría.
Para afrontar su primera temporada en la máxima categoría del fútbol italiano absorbió al Itala Football Club, hecho que sin embargo no le valió para mantener la categoría finalizando último de su grupo pasando desde entonces a disputar la recién creada Serie B de la Lega Serie A tras una nueva reforma del campeonato. A partir de entonces, usó las camisetas púrpuras que aún permanecen en la actualidad —que según algunas fuentes atribuyen esa tonalidad a un lavado defectuoso en las aguas del Arno de las elásticas rojiblancas de sus primeros años—. Luigi Ridolfi fue de nuevo el artífice de un nuevo cambio en la que parecía una inestable sociedad.
La escuadra viola, como serían conocidos desde entonces, integraron nuevamente la segunda categoría profesional italiana hasta 1931. Como campeones de la Serie B en el campaña 1930-31, accedieron nuevamente a la máxima categoría del fútbol italiano pero disputándola por primera vez bajo su denominación de Serie A. Su estreno se produjo frente al Milan Football Club en un partido que finalizó con empate a un gol y que marcaría el devenir de una trayectoria en la que los toscanos estrenaron como recinto para sus partidos locales el Stadio Artemio Franchi —entonces Stadio Giovanni Berta—. Un meritorio cuarto puesto final le situó desde entonces como uno de los equipos más competitivos del país hasta que en 1935 llegó su primer éxito destacable al acceder a disputar su primera competición internacional, la Copa Mitropa o Copa de la Europa Central, merced a la hasta la fecha su mejor actuación en el campeonato, un tercer puesto.

#### Notables altibajos antes de la Guerra

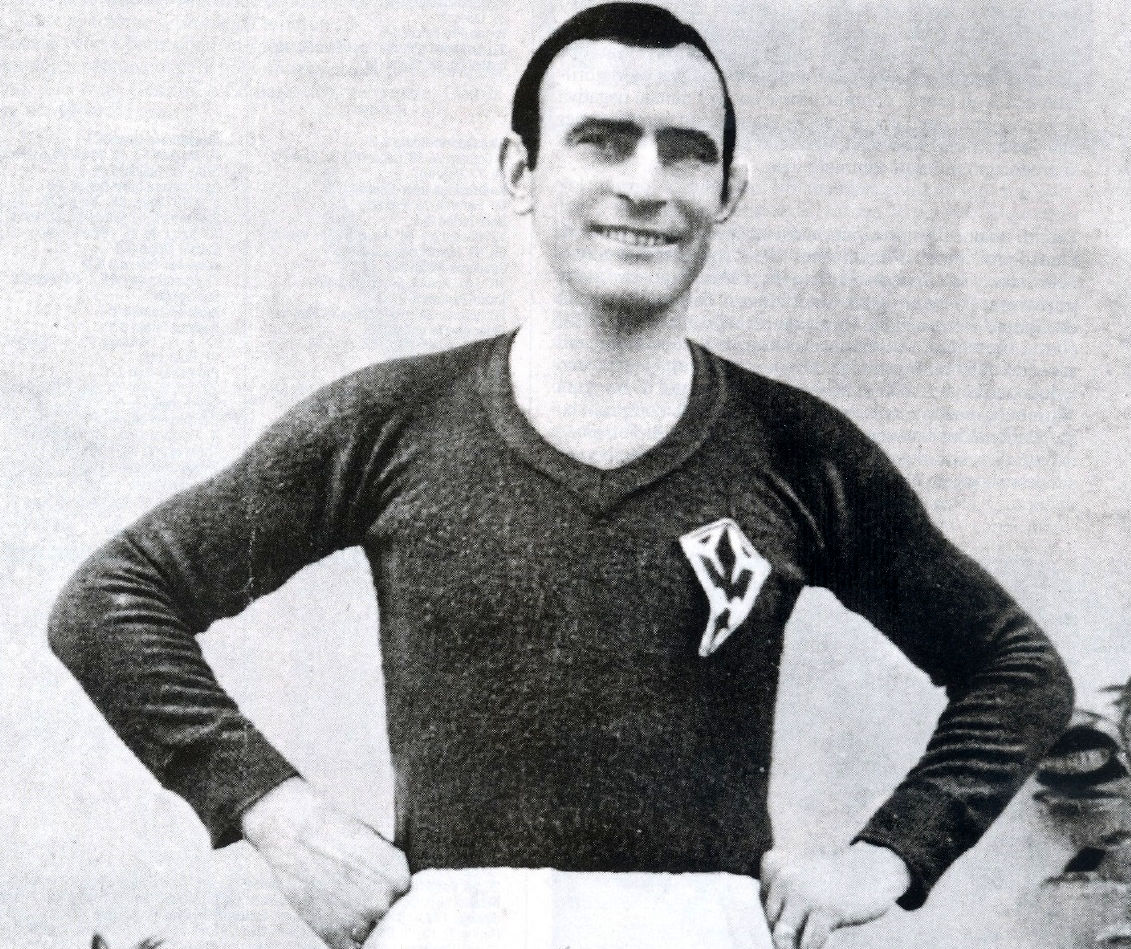
Pedro Petrone, figura en los años treinta.

Con contrataciones como la del campeón mundial Pedro Petrone —conocido como «el artillero»— se convirtió en uno de los más fuertes equipos italianos a comienzos de los años treinta, para terminar accediendo a la citada competición, la primera disputada a nivel internacional de clubes y en la fecha la única de carácter continental en Europa. El equipo cayó derrotado en los cuartos de final por los checoslovacos del Athletic Club Sparta —uno de los mejores equipos de Europa de la época conocido como el «Železná Sparta» (Sparta de hierro)—, a la postre campeones de aquella edición, por un 8-4 global en la eliminatoria. Una mala actuación en el partido de ida en el que perdieron por 7-1 hizo inútil su victoria por 3-1 en el partido de vuelta.
La eliminación, sumada a la producida posteriormente en la semifinal del campeonato de Copa de 1936, supuso un punto de inflexión en la trayectoria del equipo comenzando a completar actuaciones más discretas en el campeonato liguero hasta perder la solera atesorada durante los años previos y que finalmente terminó con la pérdida de la categoría en la temporada 1937-38. Tras un año retornó a la Serie A y pese a salvar agónicamente la categoría por una mejor diferencia de goles fue la temporada en la que alzó su primer título, la Copa Italia de 1940 tras unas actuaciones muy meritorias. Tras deshacerse de equipos como la Associazione Calcio Milano, la Società Sportiva Lazio o el Juventus venció por 1-0 al Associazione Calcio Génova 1893 para convertirse en el undécimo equipo vencedor de una competición oficial en el país.
Dichas buenas actuaciones estuvieron a punto de ser secundadas por el campeonato de liga la temporada siguiente tras finalizar a cinco puntos del campeón y repetir en la tercera plaza como su mejor resultado hasta que un par de años después las competiciones en el país hubieron de ser suspendidas por causas bélicas impidiendo el asentamiento de la estabilidad en el club.
Dos años se mantuvo suspendida la Liga por la Segunda Guerra Mundial, por doce de la Copa, para reanudarse la competición en 1945-46 bajo la denominación de Campeonato de División Nacional Mixto ya que fue dividido en dos grupos, uno formado por equipos del Norte de Italia (y todos de la Serie A), y otro por equipos del Centro-Sur (pertenecientes a la Serie A y B), motivo por el que esta temporada no aparece en algunas fuentes como oficial. Tras salvar nuevamente in-extremis la categoría la temporada siguiente empezó una nueva mejoría que se vio asentada y acrecentada por la llegada a la presidencia de Enrico Befani.

### La época gloriosa
Tras notables actuaciones en los primeros años de la nueva década, finalmente llegó el mayor éxito del club con el título de Liga en la edición de 1955-56. El primer scudetto de la historia viola se consumó con una increíble participación en la que únicamente registró una derrota, ya con el campeonato decidido y en la última jornada de la competición. Una competición hasta entonces dominada por los equipos del norte del país vieron como el equipo de Florencia conseguía imponerse en un histórico campeonato con una amplia ventaja sobre el resto. La estrella del equipo era entonces el extremo derecho brasileño Júlio Botelho Julinho, quien ya había destacado en la Copa Mundial de Suiza 1954. El ariete estuvo acompañado por grandes jugadores como Giuliano Sarti, Ardico Magnini, Sergio Cervato, Giuseppe Chiappella, Francesco Rosetta, Armando Segato, Miguel Montuori, Giuseppe Virgili, Guido Gratton o Maurilio Prini entre otros, quienes marcarían hasta el momento la época más exitosa del club toscano a las órdenes de Fulvio Bernardini y la clásica formación inglesa "WM". Las goleadas a la A. C. Milan y el Juventus F. C. quedaron grabadas en la historia del club.

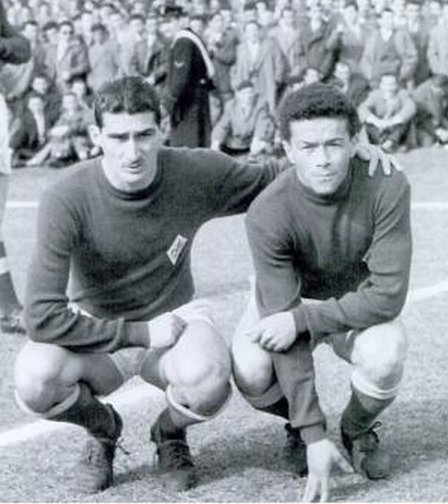
Julinho y Montuori, dos de los históricos futbolistas del club, vencedores del scudetto de 1956.

En la campaña siguiente la escuadra viola pasó a ser el segundo equipo italiano en disputar la Copa de Europa de la UEFA —oficialmente Copa de Clubes Campeones Europeos—, y el primero del país que disputaba la final de la máxima competición de clubes de Europa. Tras deshacerse del I. K. Norrköping de Suecia, del Grasshopper Club de Suiza y del F. K. Crvena Zvezda de Yugoslavia antes de enfrentarse por el título al vigente campeón, el Real Madrid Club de Fútbol de Alfredo Di Stéfano, Paco Gento, Héctor Rial, Miguel Muñoz y Raymond Kopa. Los italianos realizaron un buen partido frente a los españoles, quienes se encontraban en lo alto del fútbol europeo marcando una época deportiva histórica, y consiguieron aguantar hasta los últimos instantes del partido. Finalmente dos goles firmados por Di Stéfano y Gento acabaron con las esperanzas toscanas de ser el mejor equipo del Viejo Continente. Fue el único partido que perdieron en toda la competición.
Durante esa misma temporada se quedó también a las puertas de lograr el título de Liga, que hubiese sido el segundo de su historia. Finalizó como subcampeón por detrás de la A. C. Milan, disputando estos la siguiente edición de la Copa de Europa, donde también caerían en la final frente al Real Madrid. De nuevo tres subcampeonatos más de Liga, siempre tras el conjunto lombardo o tras el Juventus F. C., le consolidaron como uno de los mejores equipos del país pese a que se resistiese su segundo título del campeonato. Misma situación ocurrió en el campeonato de Copa —reanudado en 1957 tras doce ediciones de ausencia— donde finalizó como subcampeón en su décima edición y en la duodécima. Sin embargo, ese segundo subcampeonato le permitió disputar en la temporada 1959-60 la que sería la segunda competición europea de la UEFA: la Copa de Europa de Campeones de Copa, a la que accedieron los actuales campeones de las diferentes ediciones de Copa de toda Europa, y a la que el equipo viola llegó por haber caído en la final frente a la Juventus F. C., campeón de Liga y que por tanto disputó la Copa de Europa.
Al año siguiente finalmente llegaron de nuevo los títulos para el conjunto toscano. Al campeonato de Copa logrado frente a su verdugo de 1958, la Società Sportiva Lazio, se sumó el que hasta la fecha es el mayor logro de la institución: el campeonato europeo en la Copa de Europa de Campeones de Copa, denominada popularmente como la Recopa de Europa.
Esta primera edición, organizada por el comité de la Copa Mitropa o de la Europa Central, contó únicamente con diez contendientes debido a la poca repercusión suscitada. En ella se deshizo del F. C. Luzern suizo y del F. D. Dinamo de Yugoslavia antes de enfrentarse en la final con el Glasgow Rangers escocés a doble partido. Los italianos se impusieron por 0-2 en campo rival y por 2-1 en el partido de vuelta celebrado en Italia conquistando así el título por un 4-1 global. Años después, en 1963, la UEFA reconoció el título como oficial tras la solicitud de la Federazione Italiana Giuoco Calcio - FIGC (Federación Italiana de Fútbol).
Al año siguiente, y debido al ya mencionado campeonato de Copa logrado en 1961, volvió a disputar la competición que en su segunda edición fue a todos los efectos organizada ya por el máximo organismo europeo de fútbol. El vigente campeón se deshizo en su camino a la final del S. K. Rapid Wien austríaco, del DSO Dynamo Žilina checoslovaco y del Újpesti Dózsa húngaro. En el último encuentro para dilucidar el título, que en esta edición se disputó a un único partido en Glasgow, se enfrentó nuevamente a un equipo español: el Club Atlético de Madrid. El sueco Kurt Hamrin igualó el temprano gol de los rojiblancos con lo que hubo de ser necesario un partido de desempate que tuvo lugar cuatro meses después en Stuttgart. En él los españoles se impusieron por 3-0 impidiendo que los fiorentinos revalidasen el título.
El relevo generacional del equipo no afectó a su rendimiento, y pese a no cosechar grandes actuaciones como las hasta el momento producidas, se mantuvo en los lugares altos de la tabla de clasificación de Liga con jugadores como Giancarlo De Sisti, Amarildo, Salvatore Esposito, Mario Maraschi, Francesco Rizzo o Ugo Ferrante entre otros. Los éxitos se hicieron esperar, pero finalmente en la decimoctava edición de Copa se alzaron con un nuevo título al derrotar por 2-1 a la Unione Sportiva Catanzaro calabresa. Un año antes volvió a disputar una competición europea, en este caso la Copa de Ciudades en Feria. Eliminado en su primer enfrentamiento, el club aun así siguió sumando participaciones europeas año tras año aunque sin la suerte de años anteriores, sin traducirse en títulos. Otra temprana eliminación en la misma competición al año siguiente fue sin embargo la que precedió al ya citado título de Copa frente al conjunto de Catanzaro y el primer título en la venida a menos Copa de la Europa Central al derrotar al Jednota Trenčín checoslovaco. La rivalidad se iba haciendo más creciente en el mundo futbolístico pero el club aún se mantenía como referencia en Italia y Europa. Ininterrumpidamente disputó ediciones de la Recopa y la Copa de Ferias hasta acceder nuevamente a disputar la Copa de Europa, y con ella el segundo scudetoo de su historia.
El campeonato de 1968-69 estuvo marcado especialmente por los nombres de Bruno Pesaola, entrenador que un año antes hizo subcampeón a la S. S. C. Napoli, y Maraschi, quien fue el máximo anotador del equipo con 14 de los 38 goles que anotó el equipo. Una lucha con la A. C. Milan y la Unione Sportiva Cagliari de Gigi Riva mantuvo la emoción en el campeonato hasta que una victoria contra el Juventus F. C. el 9 de marzo dio el liderato al conjunto viola para no abandonarlo ya hasta conseguir el ansiado campeonato. Al igual que su anterior título liguero, únicamente perdieron un partido. Un equipo fuerte y compacto en todas sus líneas no pudo sin embargo repetir el éxito en la máxima competición continental. El Celtic Football Club escocés les apeó en los cuartos de final por un resultado global de 3-1.

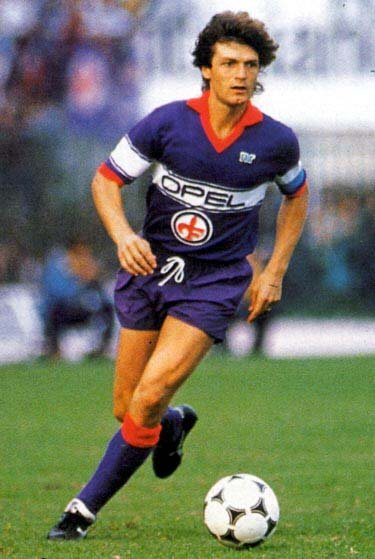
Giancarlo Antognoni, uno de los grandes futbolistas del club durante 15 temporadas.

Antes de iniciar un lento declive en el que compaginó éxitos con decepciones dio sus últimas alegrías a sus aficionados antes de arrastrar una larga sequía de títulos. Un subcampeonato en la Copa de los Alpes de 1970 precedió a una desafortunada actuación en el campeonato de Liga de 1970-71 que a punto estuvo de hacerle perder la categoría, pero se salvó milagrosamente en la última jornada por un mejor goal-average tras la derrota de la Unione Sportiva Foggia y el empate que cosecharon frente al Juventus F. C. en Turín. Un tropiezo, ya que volvió a ser subcampeón de una competición ya vencida anteriormente, la Copa Mitropa de 1971-72.
Los años siguientes el club volvió a posicionarse entre los lugares altos de la clasificación gracias a la talla de nuevos jugadores como Giancarlo Antognoni, quien ayudó al club a tener meritorias actuaciones cuando en 1973 y 1975 logró un subcampeonato de la Copa anglo-italiana y un campeonato de la Copa de la Liga anglo-italiana respectivamente, antes de alzarse con su cuarta Copa de Italia al vencer por 3-2 a la A. C. Milan.
Un tercer puesto en el campeonato de 1976-77 fue su mejor actuación en liga esos años, antes de volver a salvar la categoría en el último momento en la temporada siguiente. La derrota de la U. S. Foggia, y su empate contra el Genoa 1893 —club que también luchaba por la permanencia— le valieron para mantenerse en la máxima categoría de nuevo por mejor diferencia de goles. Después de otras discretas actuaciones, se llegó a un punto de inflexión en la historia del club.

### El lento declive y la rivalidad con los«bianconeri»
A Antognoni se le unieron grandes jugadores como Giovanni Galli, Daniel Bertoni, Francesco Graziani o Daniele Massaro, que a punto estuvieron de conquistar un nuevo título de liga. La pugna por el campeonato de la temporada 1981-82 fue muy disputada hasta su última jornada. El rival, una vez más el Juventus F. C., contaba con jugadores de la talla de Dino Zoff, Claudio Gentile, Antonio Cabrini, Gaetano Scirea o Paolo Rossi. Tras sendos empates a cero goles en sus dos enfrentamientos llegaron empatados a puntos a la última jornada. En ella, que resultó ser muy controvertida por las decisiones arbitrales, los toscanos que contaban con una peor diferencia de goles necesitaban obtener un mejor resultado que el que obtuviesen los turineses. Sin embargo las esperanzas fiorentinas se desvanecieron cuando en el minuto 75 de su partido los juventinos marcaron un gol de dudoso penalti que les ponía por delante en el marcador a la vez que no les señalaron uno claro en contra, mientras que los fiorentinos no pasaban del empate a cero tras anularles el árbitro un gol legal anotado por Graziani. Ambos resultados llegaron así al final dando como campeones a los «bianconeri» (blanquinegros), logrando su vigésimo entorchado. La hasta entonces histórica y deportiva rivalidad entre ambas entidades tomó desde entonces un carácter más enfervorecido. Este resultado fue el primer obstáculo en el exitoso devenir del club.
Un tercer puesto en 1983-84 y eliminaciones tempranas en Europa antes de disputar las rondas finales fue su bagaje antes de una intrascendente trayectoria que le llevó a alcanzar un nuevo subcampeonato europeo. Dicha participación y la salida de los grandes jugadores del equipo por diversas circunstancias dieron fin a la exitosa etapa del club toscano.
Cuatro años antes de la citada final llegó a las filas fiorentinas uno de los que posteriormente sería uno de los mejores jugadores de Italia: Roberto Baggio. Querido y admirado por los aficionados, llevó al club a revivir su anterior solera al ser la pieza clave que llevó al equipo a la final de la Copa de la UEFA 1989-90, siendo así uno de los pocos clubes en el continente que han participado en al menos una final de las tres máximas competiciones europeas. La contienda, disputada a doble partido fue contra la ya enemiga Juventus F. C. dirigida por Zoff y carente de un referente tras la retirada de Michel Platini, estrella mundial y del equipo.
La ida en el Stadio Comunale quedó casi sentenciada del lado turinés por 3-1. El tanto de Renato Buso y el referente Baggio daban esperanzas para el partido de vuelta en Florencia. Pese a ello, se saldó con un empate a cero que privó que el título se quedase en la capital de la Toscana. La que fue la primera final internacional disputada por dos equipos italianos no hizo sino acrecentar la rivalidad entre ambos conjuntos a la vez que desembocó en un nuevo desenlace de episodios que terminó tanto por historificar sus disputas como para marcar la trayectoria viola.
La familia Pontello cedió entonces la propiedad a la familia Cecchi Gori, productores cinematográficos muy reconocidos. De su mano llegaron jugadores como Stefan Effenberg, Francesco Baiano para paliar el que fue uno de los hechos más dramáticos de la historia reciente del club. A la reciente final continental perdida se sumó el hecho de que el equipo juventino les arrebató a su gran figura, Roberto Baggio, por una cifra récord en la época que provocó disturbios en las calles de Florencia y que llevó su rivalidad al límite.
Las nuevas contrataciones hicieron resurgir a un equipo que deambulaba por puestos bajos de la clasificación, hasta que su llegada llevó al equipo a los primeros puestos en la tabla antes de que los Cecchi Gori destituyesen el 3 de enero de 1993 al entrenador Gigi Radice sin que nadie supiera los motivos. A partir de aquí el equipo sufrió una amnesia colectiva culminando en el fatídico descenso a la Serie B tras 54 años en la máxima categoría.
El retorno a la Serie A en 1994 devolvió la ilusión al equipo viola que contrataron a jugadores como Rui Costa o Gabriel Batistuta dispuestos a recuperar la antigua gloria del equipo, hecho que no tardó en producirse.

### Vuelta a la élite italiana
La sociedad comandada por su capitán, mejor jugador y máximo goleador de la historia (con tres títulos en el club y 207 goles en todas las competiciones), el centrodelantero argentino Gabriel Batistuta y acompañado por dos grandes figuras, sustentadas por jugadores como Francesco Toldo, Lorenzo Amoruso o Michele Serena llevaron al equipo a recuperar la senda de los títulos. En especial el argentino Batistuta, quien posteriormente entró en la historia del club al marcar 168 goles en 269 partidos entre 1991 y 2000.
La nueva etapa vio como en su vuelta a la primera división se cerró con un tercer puesto y con un campeonato de Copa tras vencer por un 3-0 global al Atalanta Bergamasca Calcio. La victoria les permitió disputar por primera vez la aún joven competición de la Supercoppa di Lega y que supuso un nuevo título para la historia del club. Enfrentados al campeón de liga, la A. C. Milan, lograron derrotarla por 2-1 añadiendo así un nuevo trofeo a las vitrinas.
La buena línea se mantuvo a la temporada siguiente, donde a pesar de un noveno puesto en liga, el club logró alcanzar las semifinales de la Recopa de Europa de 1996-97. En la competición en la que aunaron todas las esperanzas en la temporada fueron eliminados por el F. C. Barcelona en el partido de vuelta (0-2) tras el empate en el primer encuentro celebrado en la ciudad condal (1-1).
El club volvía a competir en Europa con asiduidad y se mantenía como uno de los equipos a tener en cuenta en Italia, hasta que un tercer puesto en la temporada 1998-99 le llevó a disputar por primera vez la renombrada Copa de Europa bajo su denominación de Liga de Campeones de la UEFA. El curso se cerró además con un subcampeonato de Copa tras perder por la regla del gol visitante frente al Parma Associazione Calcio.
Tras tres décadas sin acceder a la máxima competición europea de clubes, el club realizó una meritoria participación frente a clubes más curtidos en el nuevo formato. Superó la fase previa para quedar encuadrada en el grupo "B" con el F. C. Barcelona de España, el Arsenal Football Club inglés y el A. I. K. de Suecia, y pasar a la siguiente ronda de grupos como segundo clasificado. En su nuevo grupo se enfrentó al Manchester United Football Club inglés, al Valencia Club de Fútbol español y al Football Club des Girondins de Bordeaux francés. Dependiendo su clasificación de los resultados que se diesen en la última jornada, donde necesitaba vencer a los franceses y que los valencianistas perdieran frente a los ingleses, puso fin a su participación tras finalizar ambos partidos con empate.
Dispuestos a mantener el buen rumbo conseguido, se contrató a Angelo Di Livio y se conquistó de nuevo el título de Copa en la edición de 2000-01 tras vencer por un 2-1 global al Parma A. C., devolviéndole así la moneda por la final de 1999. La consiguiente Supercopa fue perdida por un contundente 3-0 frente a la Associazione Sportiva Roma de Francesco Totti. Esta fue la última gran hazaña del club antes de entrar en la peor etapa de su historia debido a los problemas financieros que arrastraba la entidad.

### Disolución y resurgimiento de la sociedad
La temporada 2001-02 fue la de más cambios para la entidad ya que sufrió una terrible crisis financiera que le hizo acumular una deuda de hasta 50 millones de euros provocada por la mala situación financiera de la familia Cecchi Gori, propietaria del club. Las consecuencias fueron que el equipo cayó en una quiebra que le obligó a vender a sus futbolistas más renombrados como Toldo, Batistuta o Rui Costa para la subsistencia del club, cosa que fue imposible finalmente y fue descendido administrativamente a la Serie B. Por si esto fuera poco el 1 de agosto de 2002 la Lega Calcio decide excluir de la Serie B al equipo por las altas deudas, lo que provocan además su desaparición.
Sin embargo, gracias a una maniobra del entonces alcalde de Florencia Leonardo Domenici y de su consejero de deporte Eugenio Giani, fundó en el mismo mes del suceso el club Fiorentina 1926 Florentia para evitar que la ciudad no se quedase sin fútbol, el deporte amado en sus calles. Con el nuevo presidente Diego Della Valle el nombre se cambia de nuevo, pasando a denominarse como Florentia Viola, inscribiéndose en la Serie C2 para la temporada 2002-03. En esta oscura época para el club hubo jugadores implicados con el espíritu de la ciudad y del equipo como Di Livio, que junto al delantero Cristian Riganó como abanderados, consiguieron ascender hasta la Serie C1. Al término de esta temporada el presidente adquiere el antiguo escudo del equipo y cambia otra vez el nombre por el actual de Associazione Calcio Firenze Fiorentina refundando definitivamente al equipo de manera oficial gracias a la presión de los aficionados quienes consiguieron que una decisión judicial mantuviera el palmarés de la antigua Fiorentina. La denominación sufrió una pequeña variación al añadirse el nombre de la ciudad, debido a contrariedades legales.
Pese a que la siguiente temporada debía disputar la Serie C1, el equipo fue promocionado directamente a la Serie B de nuevo a causa del extraño «Caso Catania» y otra serie de irregularidades que provocaron que la segunda categoría subiera de los 20 equipos a los 24. La polémica surgió entonces de nuevo ya que hubo una denuncia que decía que los florentinos no tenían el capital suficiente y necesario para ser equipo de la Serie B. Sin embargo, después de varias negociaciones, el club fue admitido y el capital fue saneado. Caso parecido fue el de la Associazione Sportiva Roma y la Società Sportiva Lazio, quienes a causa de la bancarrota de la sociedad Parmalat estuvieron a punto de ser relegados a la Serie B, aunque finalmente se resolvió el problema.
La temporada 2003-04 se afrontó con una plantilla compuesta en su mayoría de jugadores de la Serie C1, por lo que la temporada empezó mal. Sin embargo, con la llegada del entrenador Emiliano Mondonico el equipo empezó a encarrilar una buena racha de triunfos que la dejó en la sexta posición al final del año, lo que le permitió jugar una promoción de ascenso contra el Perugia Calcio (15.º clasificado en la Serie A). Se disputaron dos partidos con un resultado global de 2-1 a favor del conjunto florentino, con goles de Enrico Fantini.

#### Regreso a la Serie A
El retorno a la primera categoría fue muy celebrado y el club inició las labores para contratar jugadores de máxima categoría como Fabrizio Miccoli, Martin Jørgensen, Enzo Maresca, Tomáš Ujfaluši, Giampaolo Pazzini, Cristiano Lupatelli o Javier Portillo entre otros. Además había jugadores que se habían ganado el puesto desde la Serie C2. En su primera temporada en la Serie A desde su descenso, el equipo tuvo muchos altibajos llegando incluso a despedir al técnico Mondonico para contratando al mítico Dino Zoff, el cual dirigió al equipo salvando del descenso a la A. C. F. Fiorentina en la última jornada al ganar 3-0 al Brescia Calcio.

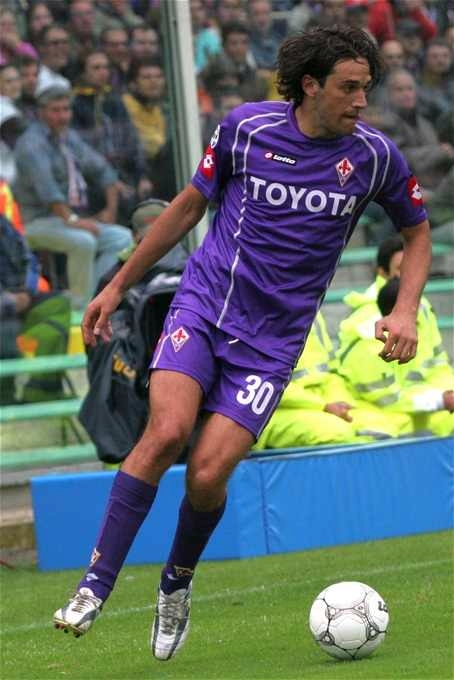
Luca Toni explotó como goleador en el club toscano.

En el verano de 2005 el equipo fue notablemente reforzado gracias a la gestión de fichajes realizada por el nuevo director deportivo, Pantaleo Corvino, y el nuevo técnico, Cesare Prandelli. Las llegadas notables de Giuseppe Pancaro, Luca Toni, Michele Pazienza, Riccardo Montolivo o Manuel Pasqual, daban a la escuadra unas esperanzadoras expectativas de cara a la nueva temporada. Los buenos resultados le llevaron a ser reconocido como la revelación de la temporada gracias especialmente a la aportación goleadora de Luca Toni, con 31 goles, y finalizando el campeonato en una cuarta posición que le dio plaza para la Liga de Campeones de la UEFA. El delantero italiano recibió además la Bota de Oro al ser el máximo goleador en las ligas europeas, siendo hasta la fecha la primera y única vez que la ha recibido un jugador del club.
Parecía que el regreso a la élite estaba consumado tras un negro período, pero sin embargo el 14 de julio de 2006 la Fiorentina fue unos de los equipos nombrados a descender de categoría al verse involucrado en el «caso Calciopoli» de amaño de partidos junto con el Juventus Football Club, la Società Sportiva Lazio y la Associazione Calcio Milan. Finalmente el único descendido fue el conjunto turinés —a quien se le desposeyó el título de liga logrado—, y se decidió descontar 30 puntos en la clasificación a los otros tres equipos y con una reducción de puntos para el campeonato del año siguiente. Esto provocó que perdiese su plaza para disputar competición europea en beneficio de la Associazione Calcio Chievo Verona.
Mientras el verano era convulso por las condenas del escándalo de amaños, finalmente llegó, ya comenzada la temporada 2006-07, la Corte Arbitral del Comité Olímpico Italiano (CONI) rebajó las sanciones impuestas a los clubes, aunque no de manera muy cuantiosa, por lo que finalizó la liga en sexta posición, que hubiese sido la tercera sin la pérdida de puntos. Pese a ello, la plaza obtenida le dio acceso a la Copa de la UEFA, desde que disputase por última vez en 2001 una competición europea. Los partícipes de este éxito fueron en gran parte Luca Toni y Adrian Mutu que consiguieron 31 goles entre ambos y Sébastien Frey que fue el portero menos goleado. Su participación en Europa fue muy exitosa al llegar hasta las semifinales de la competición, donde cayó en la tanda de penaltis contra el Glasgow Rangers tras el empate a cero goles en los dos partidos de la eliminatoria.
En la temporada 2007-08, ya con la ausencia del goleador Toni, el equipo tuvo un buen comienzo posicionándose rápidamente en puestos de acceso a competiciones europeas con Mutu como única referencia atacante. Acabó el torneo en posiciones de acceso a la Liga de Campeones de la UEFA por delante de la A. C. Milan, después de que en la última jornada derrotara 0-1 al Torino Football Club con un gol de chilena de Daniel Osvaldo.
Tras acceder la fase de grupos, quedó en tercera posición de su grupo por detrás del F. C. Bayern alemán y del Olympique Lyonnais francés, por lo que accedió a disputar la Copa de la UEFA. Con ánimos de repetir la buena actuación del año anterior, se vio superado en su primera eliminatoria de los dieciseisavos de final por el A. F. C. Ajax neerlandés, quien venció por un 2-1 global. Paralelamente, volvió a finalizar la liga en cuarta posición, retornando a la máxima competición europea por segundo año consecutivo.
El club cerró una magnífica actuación tras llegar hasta los octavos de final, ronda en la que cayeron eliminados por el F. C. Bayern tras finalizar la eliminatoria con un tanteo de 4-4, con una victoria para cada equipo, pero favorable a los bávaros por el valor de gol en campo contrario. El equipo germano fue finalmente subcampeón de la competición al caer en la final del Estadio Santiago Bernabéu frente al F. C. Internazionale.

### Actualidad
Después de algunas temporadas sin ser protagonista de la Serie A, el presidente Della Valle organiza un nuevo proyecto que pretende llevar al equipo viola nuevamente a los puestos de vanguardia en la liga italiana y en Europa. De esta forma, se concretó la llegada de Vincenzo Montella como entrenador, al que siguieron jugadores para reforzar todas las líneas. Es así que llegaron Gonzalo Rodríguez, Stefan Savić, Alberto Aquilani, Matías Fernández, David Pizarro, Borja Valero o Juan Cuadrado, además del regreso de Luca Toni, llevaron de nuevo al equipo a los puestos de privilegio, y accediendo nuevamente a Europa como cuarto clasificado.
La nueva temporada afianzó un proyecto, repitiendo misma clasificación en la liga. Su participación en la renombrada Liga Europa de la UEFA finalizó en los octavos de final a manos de su acérrimo rival, la Juventus F. C. de Gianluigi Buffon, Giorgio Chiellini, Paul Pogba y Andrea Pirlo. Un empate en Turín a un gol daba esperanzas a los toscanos, que sin embargo se vieron superados en su estadio para caer por un 0-1 que les eliminaba de la competición. Pese a ello el equipo no se descompuso y logró llegar a la final del campeonato de Copa después de trece años, tras deshacerse de la A. C. Chievo Verona, de la A. C. Siena y del Udinese Calcio. La final frente a la Società Sportiva Calcio Napoli de Rafa Benítez y Gonzalo Higuaín fue ganada por estos por un 3-1 en el Estadio Olímpico de Roma. La vuelta del club a la élite era sin embargo un hecho.
Por tercera vez consecutiva finalizó en cuarta posición en liga al año siguiente, temporada que fue recordada especialmente por su actuación en la 44.ª edición de la Liga Europea. Jugadores como Joaquín Sánchez, Mohamed Salah —quien fue uno de los mejores jugadores de la temporada—, Alberto Gilardino, Giuseppe Rossi, Khouma Babacar o Mario Gómez se unieron a las ya asentadas plantilla para firmar una gran campaña. Tras finalizar primero de su grupo, fue superando cada eliminatoria directa gracias sobre todo a las grandes partidos en el Stadio Artemio Franchi. Tottenham Hotspur Football Club, Associazione Sportiva Roma y F. K. Dynamo Kiev fueron sus rivales antes de enfrentarse en semifinales al Sevilla Fútbol Club, vigente campeón de la competición.
El partido de ida celebrado en España finalizó con un contundente 3-0 favorable a los sevillistas que se antojaba muy difícil de remontar en el partido de vuelta. En él, los sevillistas no dieron opciones a los florentinos y se llevaron también el triunfo por 0-2 para días después volver a coronarse como campeones y máximos laureados de la competición. Pese a ello, la temporada viola devolvió a los aficionados la alegría de tiempos pasados.
La temporada 2015-16 se inició con la destitución de Montella al frente del equipo por diferencias con los dirigentes, por lo que el portugués Paulo Sousa se hizo cargo del equipo. 
En la temporada 2021-2022 después de varias campañas malas en los años anteriores, la Viola de la mano de Dušan Vlahović (quien después a mitad de esa misma temporada se fue a la Juventus) lograron hacer una campaña decente, y a pesar de la salida de Vlahović, el equipo no se cayó. Y luego de ganarle en la última fecha a la Juventus (de Dušan) 2-0, lograron el cupo a la UEFA Conference League al alcanzar el séptimo lugar, consiguiendo un cupo internacional por primera vez desde la campaña 2015-2016
El 7 de junio del año 2023 la Fiorentina perdió la final de la Conference League contra el West Ham con un marcador de 2-1.

## Símbolos

### Historia y evolución del escudo

El escudo y emblema de la ciudad de Florencia se ha encontrado siempre presente en todos los escudos que ha tenido el equipo.

El escudo de la Fiorentina siempre ha estado ligado al blasón de la ciudad, siendo siempre un lirio de color rojo sobre un campo blanco, la principal seña de identidad de Florencia y cuyos colores derivan del escudo de armas de Hugo I de Toscana. Si bien en un principio se utiliza directamente el escudo municipal para identificar al equipo, con el tiempo el emblema usado ha sido objeto de numerosos cambios, teniendo hasta un total de 30 diferentes bocetos a lo largo de su historia.
El último y actual emblema del club fue aprobado por la directiva de Cecchi Gori en 1991, consistente en la inserción de un lirio florentino estilizado (rojo en un campo blanco) dentro de una frontera en forma de rombo de bordes dorados, con las iniciales del club (rojas y blancas en un fondo púrpura) colocadas en otro espacio inferior completando el conjunto total de la figura un rombo menos estilizado en su parte superior.
|                                                   |
| El emblema de Florencia inspiró el escudo (1926). |

|                                                    |
| Estilización y variación del primer escudo (1927). |

|                                                |
| Cuartelado con colores y el emblema (1927-28). |

|                                                   |
| El lirio pasa a ser el escudo completo (1928-29). |

|                                                     |
| El lirio adquiere más vigor y notoriedad (1929-30). |

- Imagen con la evolución del escudo de la Fiorentina.

## Uniforme
Cuando la Fiorentina fue fundada en 1926 los jugadores portaban camisa roja y blanca junto con el emblema de la ciudad —en favor de los dos clubes originales, el Palestra Ginnastica Libertas y el Club Sportivo Firenze—, hasta que en 1929 se adoptó el color actual púrpura muy característico. Este ha sido utilizado ininterrumpidamente desde entonces, dando lugar al apodo de «viola» (es: púrpura), sobrenombre por el que son conocidos. Si bien es cierto que antes de la instauración de la primera camisa blanquiroja, el equipo vistió una entera de color rojo oscuro bermellón de manera provisional hasta que se decidió adoptar la camisa cuartelada.
La tradición dice que el club obtuvo su camiseta de color púrpura por error después de un accidente de lavar las viejas camisetas de color rojo y blanco en el río Arno, aunque realmente fue una decisión del presidente Luigi Ridolfi tras jugar un amistoso en 1928 frente al Újpest Football Club.
La segunda equipación siempre ha sido predominantemente de color blanco, a veces con elementos de color púrpura y rojo, a veces todo blanco. Los pantalones son de color púrpura, cuando el equipo de casa juega con pantalones blancos. La tercera camiseta de la entidad se usó por primera vez en la temporada 1995-96 siendo toda de color rojo con bordes púrpura y dos líneas en los hombros. La tercera camiseta roja ha sido la más usada por la Fiorentina, aunque también llevaban camisetas amarillas (en 1997-98 y 1999-00) y una versión de color esterlina, la mayoría en la Copa de Italia de 2000-01.
- Uniforme local: Camiseta, pantalón y medias púrpura.
- Uniforme visitante: Camiseta, pantalón y medias blancas.
- Uniforme alternativo: Camiseta, pantalón y medias rojas.

| Primero | (Ver evolución) | Actual |

## Instalaciones

### Estadio

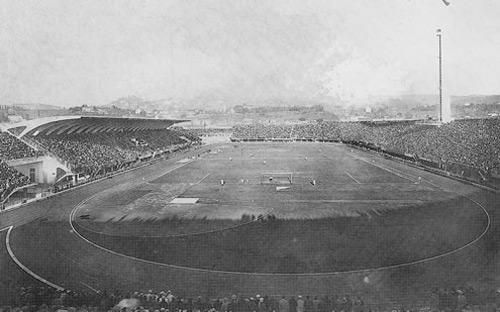
El estadio en sus primeros años.

El Stadio Comunale Artemio Franchi es un estadio de fútbol, situado en la ciudad de Florencia, capital de la Toscana en Italia. Sirve de sede habitual a la Fiorentina. Su dirección es Viale Manfredo Fanti 4, 50137 Firenze.
El estadio fue construido en 1931 y tiene una capacidad de 47 282 espectadores. El arquitecto de la obra fue Pier Luigi Nervi y es uno de los ejemplos más relevantes de la arquitectura del siglo XX en la ciudad.
Al Inicio se le puso el nombre de Stadio Giovanni Berta en honor a un joven mártir fascista florentino, después de la guerra fue rebautizado como Stadio Comunale di Firenze. En 1983 nuevamente se le cambia el nombre al recinto por su nombre actual Stadio Artemio Franchi en honor del dirigente del club y expresidente de la UEFA que falleció en un accidente de tráfico en ese año.

#### Cronología
- Stadio Velodromo Libertas (1926-31)
- Stadio Comunale Artemio Franchi (1931-Act.)

### Centro de entrenamiento
El centro de entrenamiento del club, denominado "Campini" fue inaugurado el 10 de septiembre de 2011 con unas dimensiones de 1600 m². El coste de las instalaciones ascendió a 5,7 millones de euros aproximadamente.

## Datos del club

### Denominaciones
A lo largo de su historia, la entidad ha visto como su denominación variaba por diversas circunstancias hasta la actual de Associazione Calcio Firenze Fiorentina, vigente desde la temporada 2002-03, fecha de su refundación. El club se fundó bajo el nombre oficial de Associazione Calcio Firenze —cuando en 1926 se produce la fusión de los dos clubes predecesores—, manteniéndose únicamente una temporada hasta adoptar hasta su refundación la histórica denominación de Associazione Calcio Fiorentina.
A continuación se listan las distintas denominaciones de las que ha dispuesto el club a lo largo de su historia:
- Associazione Calcio Firenze: (1926-27) Nombre oficial en su fundación.
- Associazione Fiorentina del Calcio: (1927) Nombre no-oficial adoptado en sus comparecencias pese a estar registrado con el anterior.
- Associazione Calcio Fiorentina: (1927-02) Denominación que mantuvo hasta su desaparición.
- Fiorentina 1926 Florentia: (2002-03) Refundación bajo un nombre provisional.
- Florentia Viola: (2002-03) Efímero cambio tras su refundación.
- Associazione Calcio Firenze Fiorentina: (2003-Act.) Recuperación de la histórica denominación.

## Palmarés

### Distinciones
Nota: en negrita competiciones vigentes en la actualidad.
Torneos nacionales
| Competiciones nacionales         | Títulos                                               | Subcampeonatos                               |
| -------------------------------- | ----------------------------------------------------- | -------------------------------------------- |
| Primera División de Italia (2/5) | 1955-56, 1968-69.                                     | 1956-57, 1957-58, 1958-59, 1959-60, 1981-82. |
| Copa de Italia (6/5)             | 1939-40, 1960-61, 1965-66, 1974-75, 1995-96, 2000-01. | 1957-58, 1959-60, 1998-99, 2013-14, 2022-23. |
| Supercopa de Italia (1/1)        | 1996.                                                 | 2001.                                        |
|                                  |                                                       |                                              |
| Segunda División de Italia (3/0) | 1930-31, 1938-39, 1993-94.                            |                                              |
| Cuarta División de Italia (1/0)  | 2002-03.                                              |                                              |

Torneos internacionales
| Competiciones internacionales      | Títulos  | Subcampeonatos    |
| ---------------------------------- | -------- | ----------------- |
| Liga de Campeones de la UEFA (0/1) |          | 1956-57.          |
| Recopa de Europa (1/1)             | 1960-61. | 1961-62.          |
| Liga Europa de la UEFA (0/1)       |          | 1989-90.          |
| Liga Conferencia de la UEFA (0/2)  |          | 2022-23, 2023-24. |

Torneos regionales
| Competición regional     | Títulos  | Subcampeonatos |
| ------------------------ | -------- | -------------- |
| Campeonato Toscano (1/0) | 1944-45. |                |

#### Evolución
| Competición                                   | P.J. | P.G. | P.E. | P.P. | G.F. | G.C. | Mejor resultado |
| --------------------------------------------- | ---- | ---- | ---- | ---- | ---- | ---- | --------------- |
| Serie A                                       | 2838 | 1118 | 866  | 854  | 3941 | 3294 | Campeón         |
| Primera División (Divisione Nazionale)        | 30   | 5    | 2    | 23   | 26   | 96   | Decimosexto     |
| Serie B                                       | 186  | 86   | 63   | 37   | 286  | 163  | Campeón         |
| Segunda División (Prima Divisione)            | 32   | 14   | 7    | 11   | 55   | 44   | Subampeón       |
| Serie C2                                      | 34   | 20   | 10   | 4    | 56   | 20   | Campeón         |
| Copa Italia                                   | 334  | 179  | 80   | 75   | 572  | 312  | Campeón         |
| Supercopa de Italia                           | 2    | 1    | 0    | 1    | 2    | 4    | Campeón         |
|                                               |      |      |      |      |      |      |                 |
| Copa de Europa / Liga de Campeones de la UEFA | 45   | 21   | 15   | 9    | 63   | 49   | Subcampeón      |
| Copa de la UEFA / Liga Europa de la UEFA      | 98   | 43   | 30   | 25   | 128  | 94   | Subcampeón      |
| Liga Europa Conferencia de la UEFA            | 17   | 11   | 2    | 4    | 39   | 19   | Subcampeón      |
| Recopa de Europa de la UEFA                   | 28   | 17   | 4    | 7    | 52   | 27   | Campeón         |
| Copa de la Europa Central                     | 0    | 0    | 0    | 0    | 0    | 0    | Campeón         |
|                                               |      |      |      |      |      |      |                 |
| Total                                         | 3627 | 1504 | 1077 | 1046 | 5181 | 4103 | 14 Campeonatos  |

Fuentes: 1.ª DIV. (RSSSF) - 2.ª DIV. (RSSSF) - UEFA Archivado el 13 de septiembre de 2017 en Wayback Machine.

## Destacados
En 2012 fue el primer club italiano en inaugurar su propio salón de la fama. En él son incluidos mediante un jurado los futbolistas más influyentes en la historia de la entidad, siendo premiados con el Marzocco Viola. Entre ellos se encuentran Armando Segato, Claudio Merlo, Renzo Contratto, Mario Mazzoni, Gabriel Batistuta —segundo máximo goleador histórico del club con 207 goles y «capocannoniere» (máximo goleador) en 1994-95—, Giancarlo Antognoni, Kurt Hamrin, Egisto Pandolfini, Giuseppe Chiappella, Vittorio Staccione, Mario Pizziolo, Giuseppe Brizi, Christian Riganò, Bruno Pesaola, Giovanni Galli, Italo Bandini, Stefano Borgonovo, Ferruccio Valcareggi, Giancarlo De Sisti, Giuliano Sarti, Ardico Magnini, Francesco Rosetta, Alberto Orzan, Giuseppe Virgili y Júlio Botelho Julinho.
En la historia del club también destacan otros nombres como los de Amarildo, Daniel Passarella, Daniel Bertoni, Francesco Graziani, Pietro Vierchowod, Daniele Massaro o Luca Toni —«capocannoniere» y bota de oro en 2005-06—, quienes se unen a los ya citados Antognoni, Pizziolo, Galli al haberse proclamado campeones del mundo con sus respectivas selecciones nacionales.
Otros jugadores destacados de la historia viola son el portugués Rui Costa, el rumano Adrian Mutu, los brasileños Edmundo y Dunga, el peruano Juan Manuel Vargas o los italianos Miguel Montuori, Pedro Petrone—«capocannoniere» en 1931-32—, Sergio Cervato, Francesco Toldo, Manuel Pasqual —actual capitán del equipo—, Enrico Albertosi, Angelo Di Livio y Roberto Baggio —considerado como uno de los mejores jugadores italianos de toda la historia—, así como Luciano Chiarugi, Alberto Gilardino, Alberto Galassi o Gianfranco Petris por su registro goleador, y Aurelio Milani y Alberto Orlando como «capocannonieri» en 1961-62 y 1964-65 respectivamente—.
En cuanto a los jugadores que más veces han vestido la camiseta viola son Antognoni con 429 partidos, Brizi con 389, Claudio Merlo con 377, Hamrin con 362 —siendo también el máximo goleador histórico con 208 goles—, y Chiappella con 357.
El 4 de marzo de 2018 Davide Astori falleció por un paro cardiorrespiratorio mientras dormía en la habitación de un hotel de Údine donde el equipo se concentraba para un partido frente al Udinese Calcio. Tras el suceso, fue aplazada la jornada de la Serie A en señal de luto. Cagliari y Fiorentina, por su parte, decidieron como homenaje retirar la camiseta número 13 que Astori portó en ambos clubes.

### Parcela técnica
Desde su fundación en 1926 la Fiorentina ha tenido 54 entrenadores, siendo estos la mayoría de origen italiano. Sin embargo, no sería hasta 1934 cuando la Fiorentina contrataría a su primer técnico italiano, el piamontés Guido Ara. El primer entrenador de origen extranjero del conjunto viola fue el húngaro Károly Csapkay.
El actual entrenador desde la temporada 2019-20 es el exjugador italiano del club Giuseppe Iachini, quien sustituyó a Vincenzo Montella por los malos resultados. Iachini disputó un total de 150 partidos con el club.
Como entrenador dirigió a múltiples equipos antes de su llegada al club fiorentino, iniciándose como director técnico en la temporada 2002-03 con el Cesena Football Club en la Serie B. Desde que se iniciase en los banquillos ha dirigido un total de 170 partidos en la máxima categoría.

### Presidencia y Junta directiva
En los más de 80 años de la historia del club ha habido un total de 23 presidentes, el primero de los cuales fue Luigi Ridolfi Vay da Verrazzano, quien ocupó el cargo durante 16 años —récord de longevidad que todavía perdura en la historia viola—.
Entre ellos sobresalen los nombres de Enrico Befani y Vittorio Cecchi Gori por ser los entrenadores más laureados con el club, al haber conquistado tres títulos cada uno en sus respectivos mandatos.
Con la refundación del club, la familia Della Valle se hizo con su propiedad pasando a hacerse cargo Andrea Della Valle de su presidencia durante unos años hasta su dimisión. Desde el 24 de septiembre del 2009, momento de su renuncia —pese a seguir siendo presidente de honor y propietario del club en la actualidad—, se asignó a Mario Cognigni como presidente.

## Organigrama deportivo
En cuanto al número de partidos y goles, el italiano Giancarlo Antognoni encabeza la lista con un balance de 429 partidos —cuarenta por encima de Giuseppe Brizi—, mientras que en el apartado goleador es Gabriel Batistuta, ídolo de la etapa reciente del club, con 207 goles.
Entre los jugadores en activo en la actualidad del club el madrileño Borja Valero es el jugador que más temporadas, partidos y goles acumula con 17 goles en 214 apariciones repartidas en seis temporadas.
| Máximos goleadores | Máximos goleadores  | Máximos goleadores | Más partidos disputados | Más partidos disputados | Más partidos disputados | Más temporadas disputadas | Más temporadas disputadas                                                               | Más temporadas disputadas |
| ------------------ | ------------------- | ------------------ | ----------------------- | ----------------------- | ----------------------- | ------------------------- | --------------------------------------------------------------------------------------- | ------------------------- |
| 1.                 | Gabriel Batistuta   | 207 goles          | 1.                      | Giancarlo Antognoni     | 429 partidos            | 1.                        | Giancarlo Antognoni                                                                     | 15 años                   |
| 2.                 | Kurt Hamrin         | 203 goles          | 2.                      | Giuseppe Brizi          | 389 partidos            | 2.                        | Giuseppe Brizi                                                                          | 14 años                   |
| 3.                 | Miguel Montuori     | 84 goles           | 3.                      | Claudio Merlo           | 367 partidos            | 3.                        | Claudio Merlo / Giuseppe Chiappella / Manuel Pasqual / Sergio Cervato / Franco Superchi | 11 años                   |
| 4.                 | Giancarlo Antognoni | 72 goles           | 4.                      | Kurt Hamrin             | 358 partidos            | 4.                        | Giancarlo Galdiolo / Augusto Magli                                                      | 10 años                   |
| 5.                 | Adrian Mutu         | 69 goles           | 5.                      | Giuseppe Chiappella     | 357 partidos            | 5.                        | En estudio (muchos jugadores)                                                           | 9 años                    |
| Ver lista completa | Ver lista completa  | Ver lista completa | Ver lista completa      | Ver lista completa      | Ver lista completa      | Ver lista completa        | Ver lista completa                                                                      | Ver lista completa        |

Nota: En negrita los jugadores activos en el club. Temporadas contabilizadas con ficha del primer equipo.

## Jugadores

### Dorsales Retirados
| Número | Jugador       | Posición | Temporadas  |
| ------ | ------------- | -------- | ----------- |
| 13     | Davide Astori | Defensa  | 2015 - 2018 |

## Rivalidades
Para detalle de las rivalidades, véase Derbis toscanos y Derby dell'Appennino

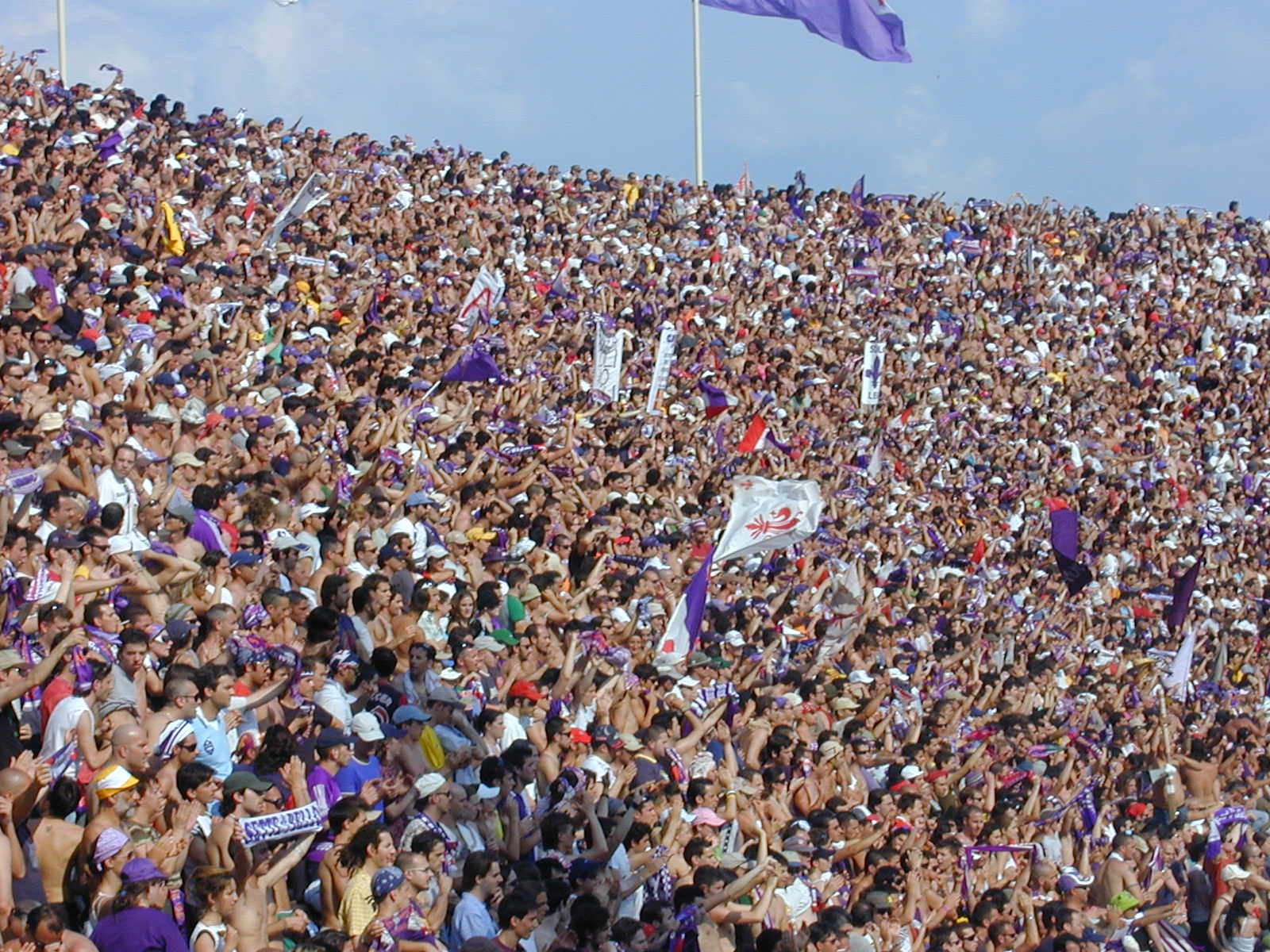
Aficionados del club.

Pese a que no existe reconocimiento sobre un específico partido que defina un derbi toscano, sí se denominan así cada uno de los enfrentamientos producidos entre equipos de esta región. Así, los florentinos, carentes de una rivalidad en la ciudad, centran sus contiendas contra la ACN Siena 1904, en el que es conocido como "derbi Guelph-Ghibelline", contra la Associazione Calcio Pisa 1909, contra el Empoli Football Club en el "derbi del Arno", o contra la Associazione Sportiva Livorno Calcio siendo este último el enfrentamiento entre equipos de la Toscana más repetido en la Serie A.
En todos ellos el conjunto viola posee un balance positivo, al igual que en sus enfrentamientos contra el Bologna Football Club 1909, la más notable e histórica rivalidad de los florentinos en las cercanías. Sus partidos son denominados como el Derby dell'Appennino al ser estos montes los que separan ambas ciudades.
Sin embargo, la mayor rivalidad del club es frente al Juventus Football Club. Ésta empezó a gestarse tras un encuentro a finales de los años 1920 y que vio como iba en aumento con el paso de los partidos y temporadas hasta que alcanzó su punto más significativo en los años 1980, con episodios como la polémica disputa de campeonatos, el traspaso de la estrella del club Roberto Baggio al equipo turinés o las tiranteces existentes entre los propietarios de cada club.